# Miopithecus talapoin
El talapoin sureño (Miopithecus talapoin), es una especie de primate catarrino de la familia Cercopithecidae. Se encuentra en la zona ripariana de Angola y la República Democrática del Congo. A diferencia del Talapoin norteño, el sureño tiene las orejas y la piel de alrededor de la nariz de color negro, y no color carne como su pariente.
Su hábitat son los bosques, bosques pantanosos y manglares. Se le encuentra casi siempre cerca de ríos o de la costa. Se organiza en grupos de hasta cincuenta individuos, que se alimentan de frutas, vegetales y pequeños invertebrados.
Tienen cuerpos de entre 32 y 45 cm, con una cola de entre 36 y 52 cm. Presentan un leve dimorfismo sexual, con las hembras más livianas que los machos; las hembras pesan unos 800 g, y los machos 1200 g.